# Jane by Design
Jane by Design este un serial TV de drama pentru adolescenți creat de ABC Family. Seria a fost prima oară difuzată pe postul ABC Family pe data de 3 ianuarie 2012.

### Povestea
Jane este o adolescentă care arată ca un adult și are o slujbă în industira modei în același timp cu liceul. Prietenul ei de nădejde Billy o ajută mereu, chiar dacă el are o relație cu LuLu, fata-popularitate care se poartă oribil cu Jane din clasa a VII-a. Fratele ei Ben încercă să-și găsească o slujbă la o bancă, dar în schimb se alege cu una în liceul lui Jane.

### Actori
- Erica Dasher - Jane Quimby
- Nick Roux - Billy Nutter
- Rowly Dennis - Jeremy Jones (unul dintre colegi ei de serviciu, o place pe Jane dar are o relație cu India)
- David Clayton Rogers - Ben Quimby (fratele lui Jane)
- India de Beaufort - India Jourdain (colega lui Jane  de serviciu, relație proastă între cele două)
- Meagan Tandy - Lulu Pope (fata de judecător, "it-girl" a liceului, este într-o relație cu Billy)
- Andie MacDowell - Gray Chandler Murray (șefa lui Jane de la Donovan Decker)
- Matthew Atkinson - Nick Fadden (iubitul lui Jane, Mister Popularitate al liceului)
- Smith Cho - Rita Shaw (consilierul școlar, îl place pe Ben încă din liceu)
- Karynn Moore - Harper (altă "it-girl" a liceului, cea mai bună prietenă cu Lulu)